# Richard Bahr

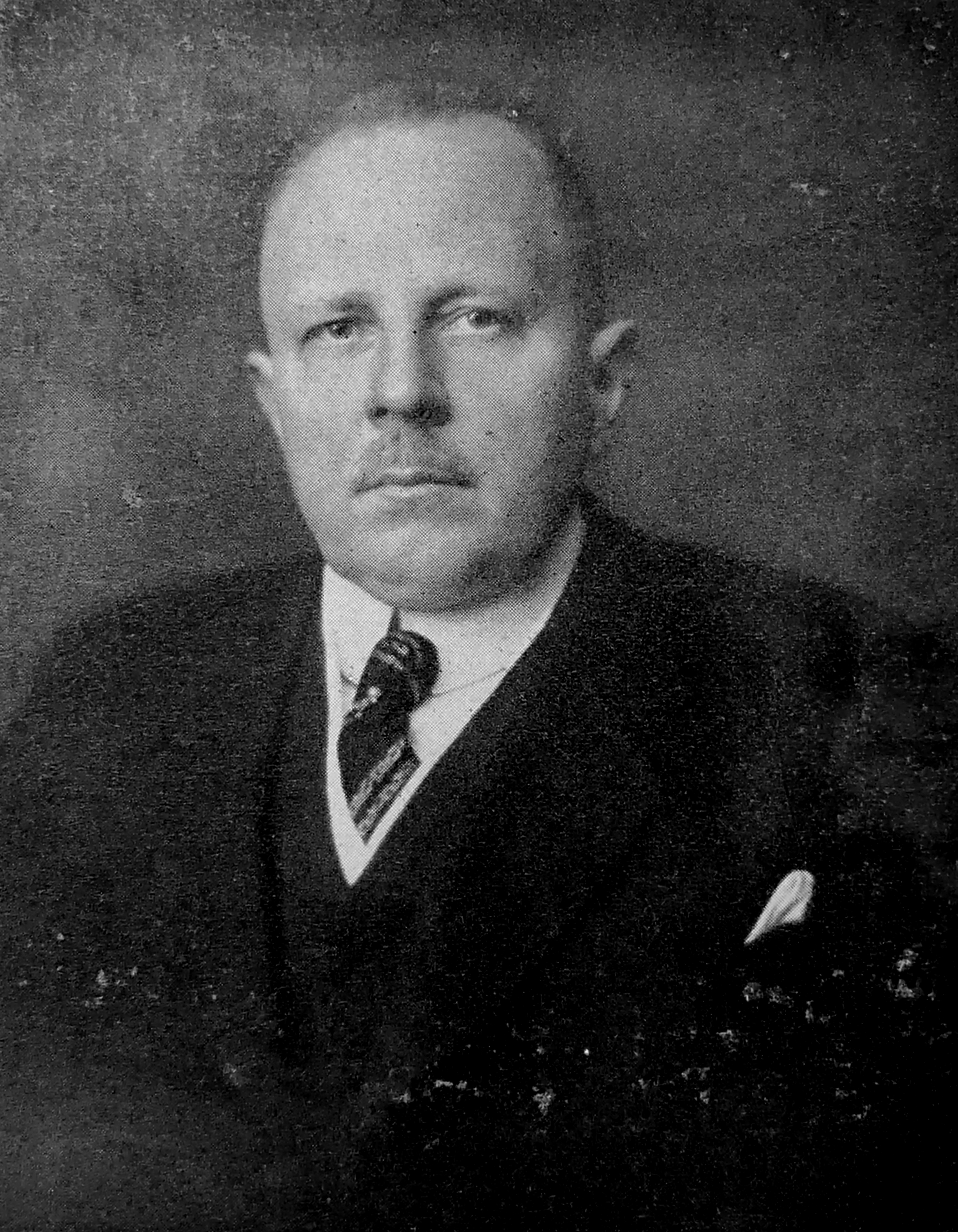
Der Publizist Richard Bahr in einem Porträt für sein Kurzprofil im biografischen Lexikon Reichshandbuch der deutschen Gesellschaft (1931).

Richard Bahr (* 6. April 1867 in Mitau, Kurland; † 22. Dezember 1936 in Mödling, Niederösterreich) war ein deutscher Publizist und Journalist.

## Leben
Er war der Sohn des Schulvorstehers Heinrich Bahr und dessen Ehefrau Jenny geborene Giesecke. Nach dem Besuch des Gymnasiums in Mitau studierte er Nationalökonomie an den Universitäten Kiel und Breslau und promovierte 1904 an der Universität Heidelberg zum Dr. phil. und Nationalökonom. Im Anschluss war er für verschiedene Zeitungen und Zeitschriften tätig: als Redakteur bei den Berliner Neuesten Nachrichten, bei der Täglichen Rundschau, beim Hannoverschen Courier und beim Leipziger Tageblatt. Er unterhielt ab 1918 zeitweise gemeinsam mit Konstantin Schmelzer ein Korrespondenzbüro. Später war Bahr Mitarbeiter der Deutschen Allgemeinen Zeitung (DAZ) in Berlin und Herausgeber der Nationalliberalen Beiträge. Von 1925 bis 1929 gab Richard Bahr die zweimal im Monat erscheinende Zeitschrift Wille und Weg sowie die Zeitschrift Großdeutsche Beiträge heraus.
Mit seiner Publikation Deutsches Schicksal im Südosten warb er kurz vor seinem Tod für den Anschluss Österreichs an das nationalsozialistische Deutsche Reich. Er behauptete von sich, Förderer und Vorkämpfer der großen deutschen Bestrebungen zu sein.
Er erhielt das Eiserne Kreuz zweiter Klasse und das Ritterkreuz des Franz-Josef-Ordens.

## Familie
Richard Bahr heiratete am 2. März 1918 Emilie „Emmy“ Leonie Jacobi, geborene Schreiber (* 14. Dezember 1877 in Straßburg; † 6. Juni 1948 in Vevey, Schweiz), Tochter des verstorbenen königlich-preußischen Hauptmanns Wilhelm Schreiber. Sie war die Witwe von Richard Jacobi (* 29. November 1850 in Berlin; † 10. Mai 1916 in Berlin), Chefredakteur der Tageszeitung Hannoverscher Courier, für den Bahr jahrelang als Berlin-Korrespondent geschrieben hatte.
Die 1955 gegründete Richard & Emmy Bahr-Stiftung mit Sitz in Schaffhausen (Schweiz) schreibt bis heute Stipendien für deutschstämmige Studierende aus Österreich, Südtirol und Deutschland der Fachbereiche Germanistik und Geschichte an der Universität Innsbruck aus.
Um 1930 lebte er mit seiner Familie in der Fürst-Bismarck-Straße 2 in Berlin NW 40 und  im Dorf Eschbruch, Kreis Friedeberg / Neumark (heute Rąpin in Polen) am Grottowsee (heute Jezioro Grotowskie).

## Werke (Auswahl)
- Beiträge zur Entwicklungsgeschichte des Gewerbegerichts, Heidelberg 1904.
- Gewerbegericht, Kaufmannsgericht, Einigungsamt : Ein Beitrag zur Rechts- und Sozialgeschichte Deutschlands im XIX. Jahrhundert. Berlin: Duncker & Humblot, 1905
- Gustav Schmoller, Berlin-Charlottenburg, 1908
- Ernst Bassermann, Berlin: Reichsverlag, 1914.
- Belgisch-französische Kriegsfahrt, Berlin: Reichsverlag Hermann Kalkoff, 1915.
- Im besetzten Polen. Stimmungen und Eindrücke, Berlin: Curtius, 2. Auflage, 1916.
- Clemens von Delbrück. Staatssekretär des Innern von 1906 bis 1916, Berlin: Reichsverlag Hermann Kalkoff, 1916.
- Der Sinn der Waffenbrüderlichkeit : Politische Stimmungen in Österreich und Ungarn. Berlin: Reichsverlag Hermann Kalkoff, 1916.
- Von der Schicksals- zur Lebensgemeinschaft, Berlin: Reichsverlag Hermann Kalkoff, 1917.
- Österreich, wie es ist. Fünf Briefe der Werbung für den deutschen Zusammenschluß, Berlin 1930.
- Volk jenseits der Grenzen. Geschichte und Problematik der deutschen Minderheiten, 1933.
- Deutsches Schicksal im Südosten, Hamburg 1936.